# Schistostege decussata
Schistostege decussata là một loài bướm đêm trong họ Geometridae.

## Hình ảnh

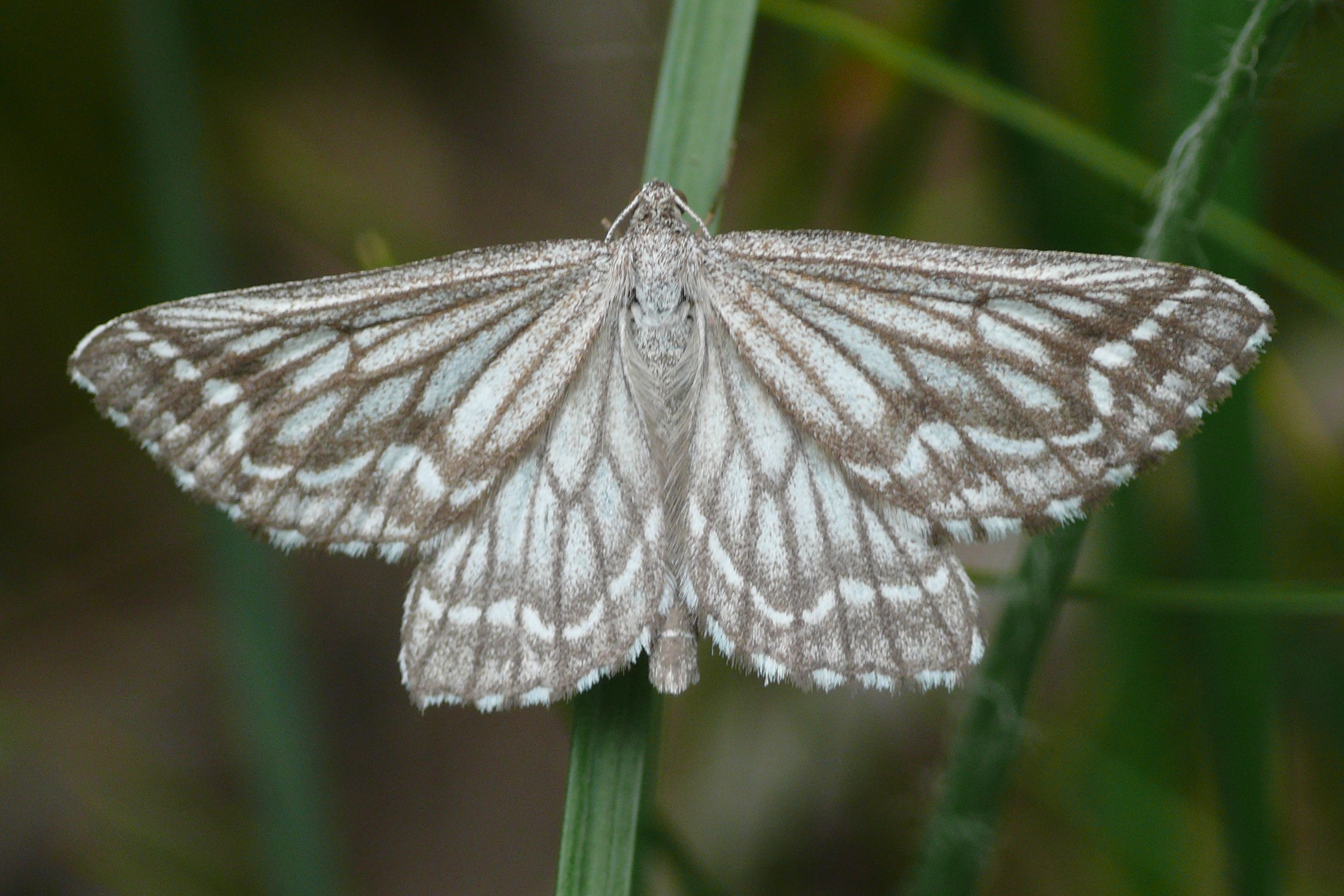